# IC 421
IC 421 — галактика типу SBbc (компактна витягнута галактика) у сузір'ї Оріон.
Цей об'єкт міститься в оригінальній редакції індексного каталогу.